# François-Gabriel Lépaulle
Guillaume François-Gabriel Lépaulle, né à Versailles le 21 janvier 1804 et mort à Ay le 28 août 1886, est un peintre français de l'école de Barbizon.

## Biographie
Élève de Regnault, de Vernet et de Bertin, François-Gabriel Lépaulle étudia tour à tour l’histoire, le genre et le paysage et peignit simultanément à peu près tous les genres. Entré en même temps à l’École des beaux-arts, il débuta au Salon de 1824 avec L’Invention de la lyre. Il a figuré depuis à toutes les expositions annuelles avec une profusion de sujets de toutes sortes, malgré de nombreux voyages en Espagne, en Italie, en Flandre, en Afrique et en Turquie.

### Salons et expositions
- Salon de Paris :
  - 1824 : L’Invention de la lyre ;
  - 1857 : Le Maréchal Leroy Saint-Arnaud ;
  - 1861 : Le Rêve d’amour ; Chasse ;Madeleine ; Portrait de Caroline Miolan-Carvalho ;
  - 1863 : Victor-Emmanuel ; Le Général comte de Pontwès ; Tamberlick dans le rôle de Poliuto ;
  - 1864 : Rendez-vous de chasse de l’Empereur à Pierrefonds ; plusieurs portraits ;
  - 1865 : deux portraits ;
  - 1866 : deux  portraits ;
  - 1868 : Chasse à courre ; Portrait ;
  - 1869 : Le Pape visitant des prisonniers garibaldiens ; deux portraits.
- Salon de la Société des amis des arts de Lyon de 1840 : Ariane abandonnée.
- Exposition universelle de 1855 : Le Maréchal Leroy Saint-Arnaud.

## Œuvre
Parmi toutes ces scènes tragiques, humoristiques, ces vues pittoresques, ces portraits d’artistes ou d’hommes politiques, qu’il exécutait pendant ses incessants voyages, bien peu eurent un vrai mérite. Il eut cependant de hautes relations, car il est représenté aux galeries de Versailles par les portraits en pied de l’Amiral de Rigny, du duc de Plaisance, de Napoléon III (1853 et de nombreuses autres personnalités.), et travaillé à la décoration intérieure de Saint-Merry.
On lui doit encore les peintures de la chapelle Saint-Vincent-de-Paul à l’église Saint-Merry.

### Collections publiques
- Paris :
  - bibliothèque-musée de l'Opéra : Henri-Bernard Dabadie, dans Guillaume Tell, 1831, huile sur toile.
  - Cour des comptes : Charles-François Lebrun, duc de Plaisance, huile sur toile.
  - église Saint-Merri, chapelle Saint-Vincent-de-Paul : décor mural.
  - musée des arts décoratifs : Marie Taglioni et son frère Paul, dans le ballet "La Sylphide".
- Sceaux, musée du Domaine départemental de Sceaux : Le Bateau à l'étang de la Reine Blanche, 1843, huile sur toile.
- Versailles, musée de l'Histoire de France :
  - Napoléon III, 1893, huile sur toile ;
  - Louis-Alexandre Berthier, maréchal de camp, chef d'état-major en 1792 (1753-1815), 1834, d'après Antoine-Jean Gros, huile sur toile ;
  - L'Amiral de Rigny, 1836, huile sur toile.

### Collections particulières
- Chevaux à l'écurie, huile sur toile, 35 × 41 cm, Galerie Fréderick Chanoit[2]

Œuvres de François-Gabriel Lépaulle
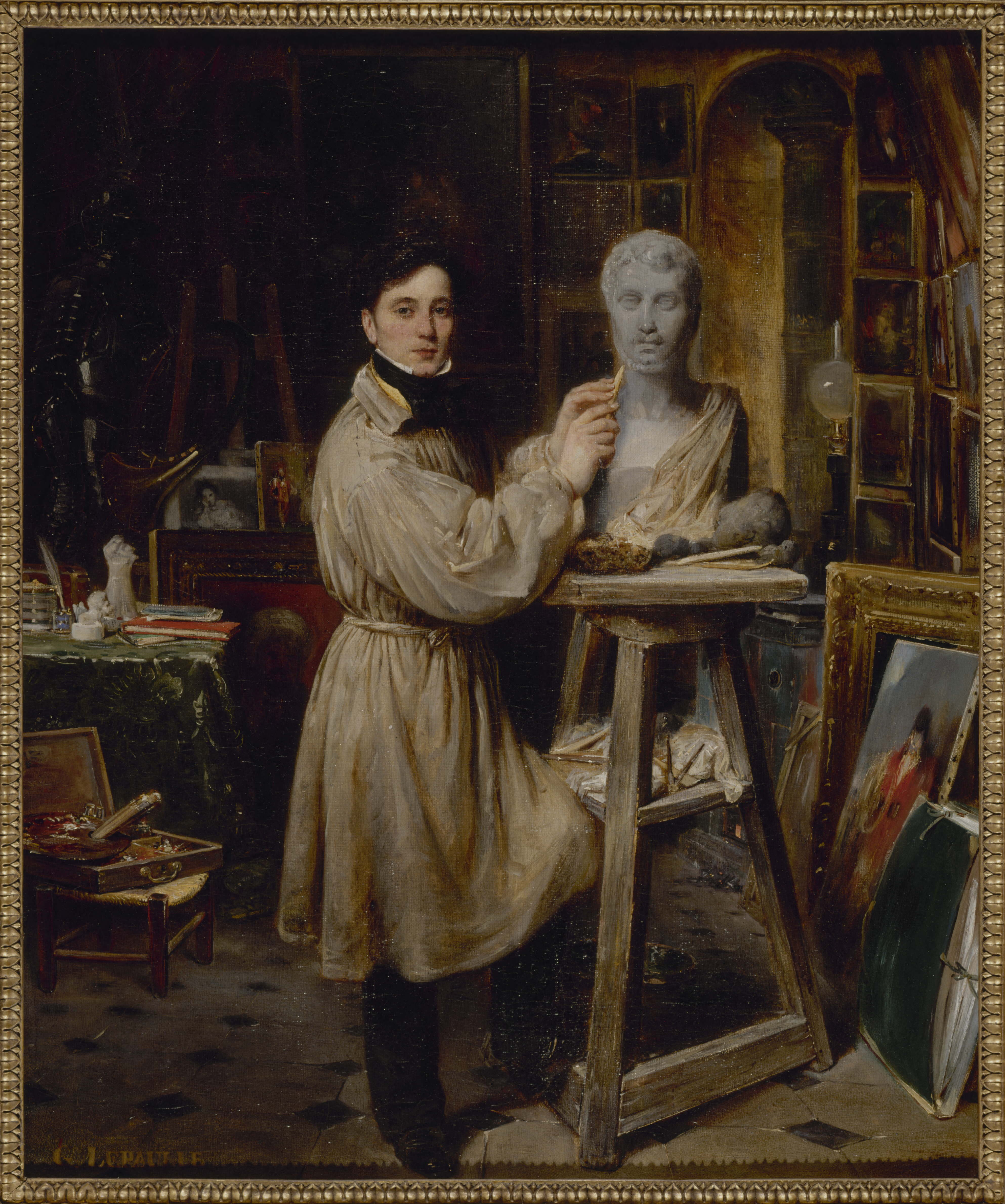
Jean-Pierre Dantan (1800-1869) en train de modeler le buste de Lépaulle, Paris, musée Carnavalet.
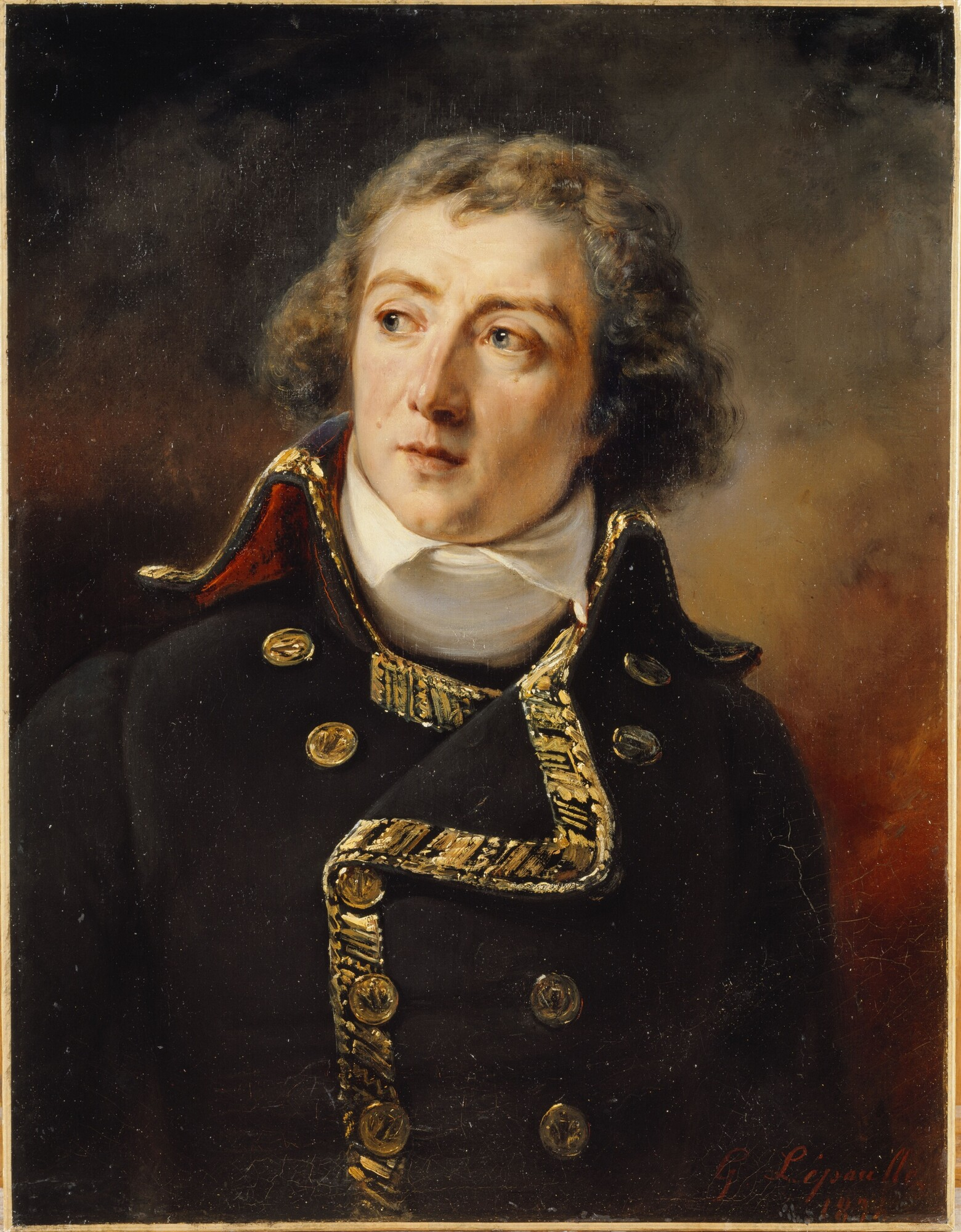
Louis-Alexandre Berthier, maréchal de camp, chef d'état-major en 1792 (1753-1815) (1834), d'après Antoine-Jean Gros, Versailles, musée de l'Histoire de France.
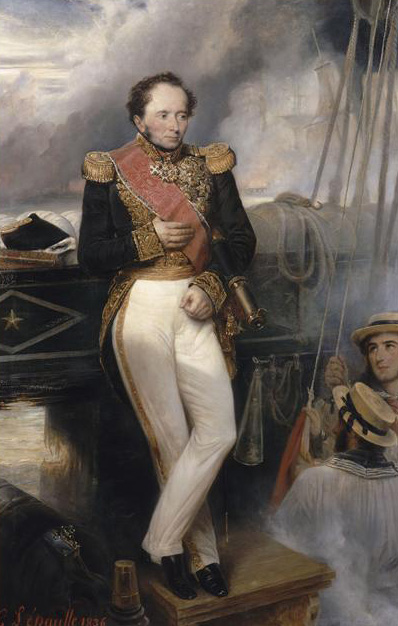
L'Amiral de Rigny (1836), Versailles, musée de l'Histoire de France.
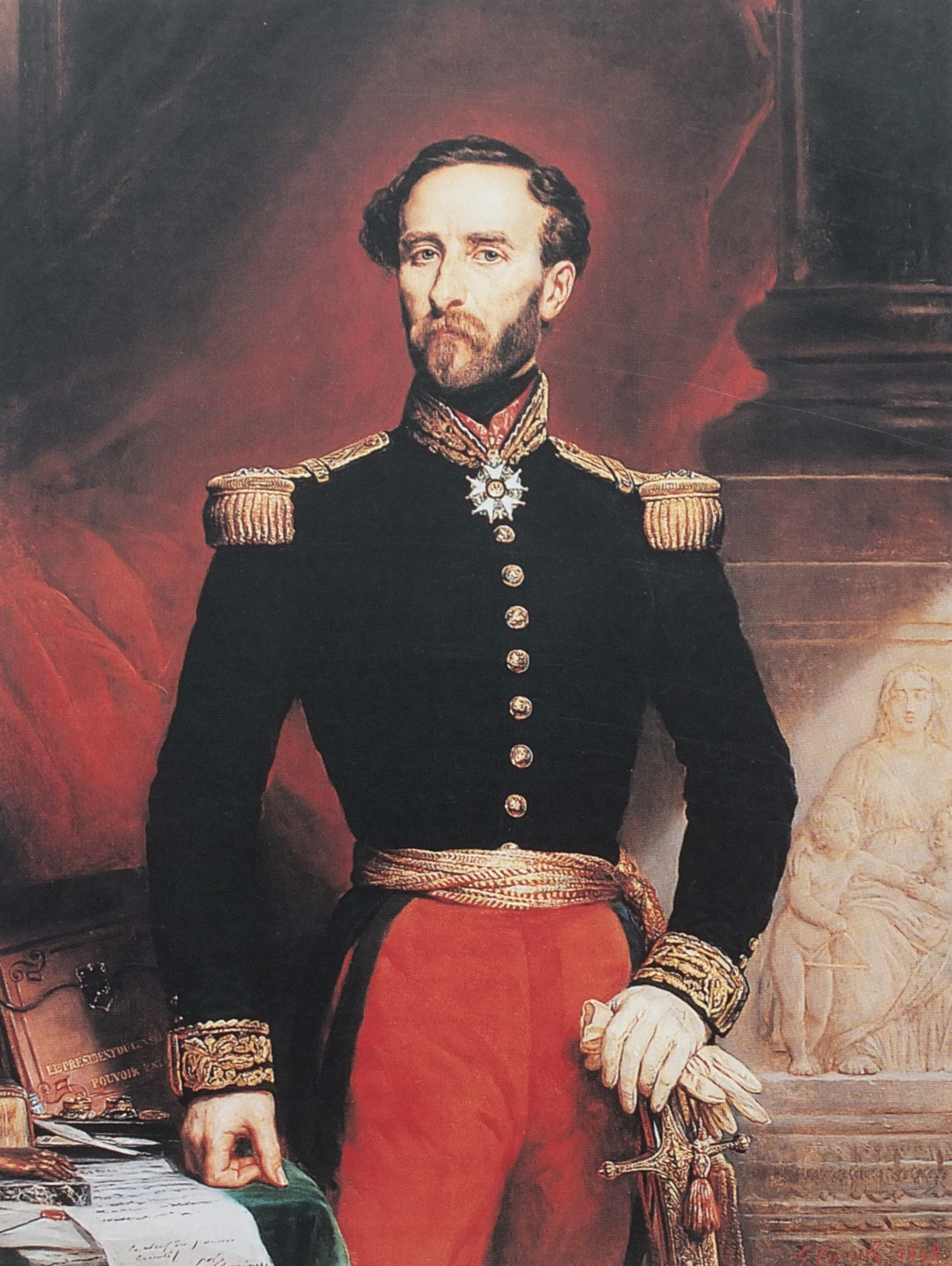
Le général Cavaignac (1848), musée des Beaux-Arts de Budapest.